# Vějířovkovité
Vějířovkovité (Goodeniaceae) je čeleď vyšších dvouděložných rostlin z řádu hvězdnicotvaré (Asterales). Jsou to byliny i dřeviny s jednoduchými listy a charakteristickými dvoustranně souměrnými květy, které se u některých zástupců připomínají květy orchidejí. Čeleď zahrnuje přes 400 druhů ve 12 rodech a je rozšířena v tropech téměř celého světa, zejména však v Austrálii. Některé druhy (např. vějířovka nezlomná), jsou pěstovány jako okrasné letničky.

## Charakteristika
Vějířovkovité jsou keře, byliny nebo výjimečně nízké stromy s jednoduchými střídavými nebo vzácně vstřícnými či přeslenitými listy bez palistů. Květenství jsou úžlabní. Květy jsou souměrné, oboupohlavné, pětičetné, u některých rodů (zvl. Goodenia) poněkud orchidejového vzhledu. Kališní lístky jsou srostlé. Korunní lístky jsou srostlé, nezřídka všechny směřující dolů nebo 2 z nich odlišného tvaru a směřující vzhůru, případně je koruna dvoupyská. Okraje korunních plátků jsou často tenké, křídlaté. Tyčinek je 5, jsou volné nebo přirostlé na bázi korunní trubky. Semeník je nejčastěji spodní (nebo až svrchní u rodu Velleia), srostlý ze 2 plodolistů a se 2 komůrkami, v každém plodolistu s 1 až mnoha vajíčky. Plodem je tobolka, řidčeji peckovice nebo drobný oříšek.

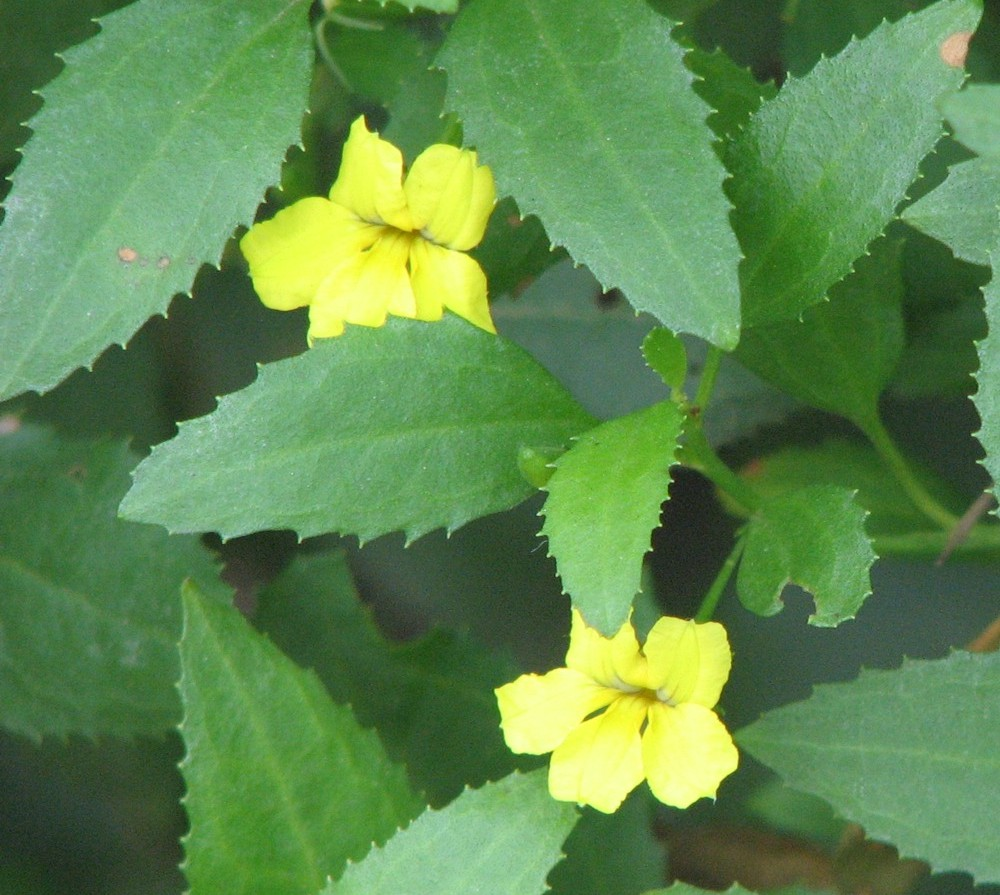
Goodenia ovata
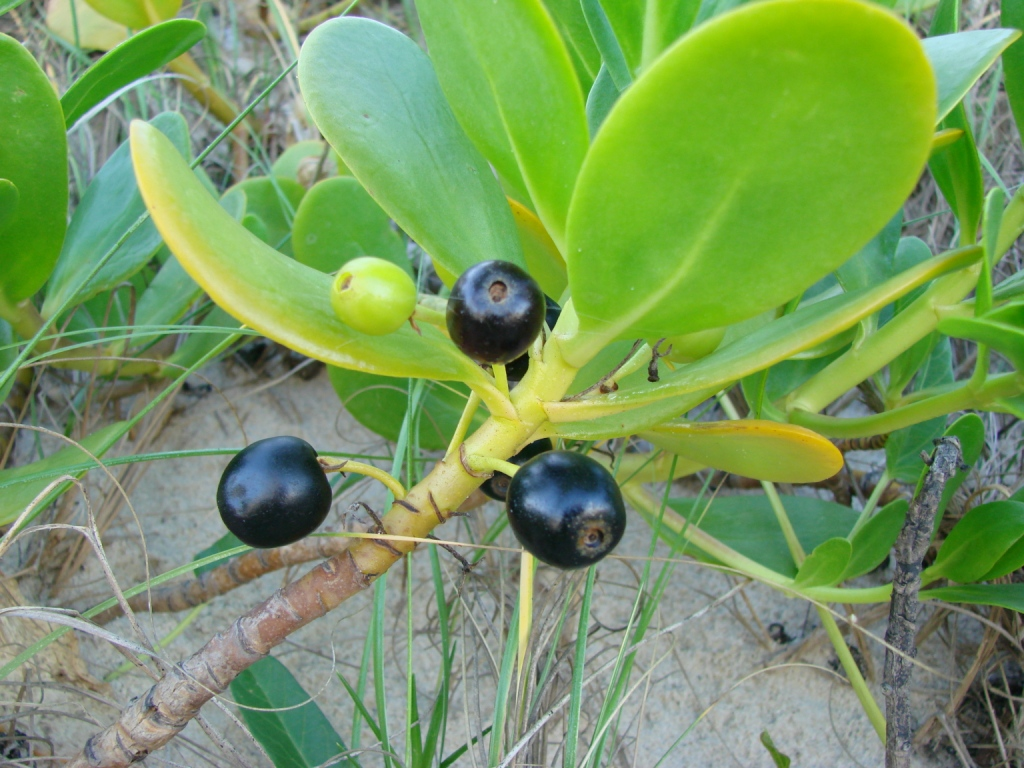
Plody Scaevola plumieri
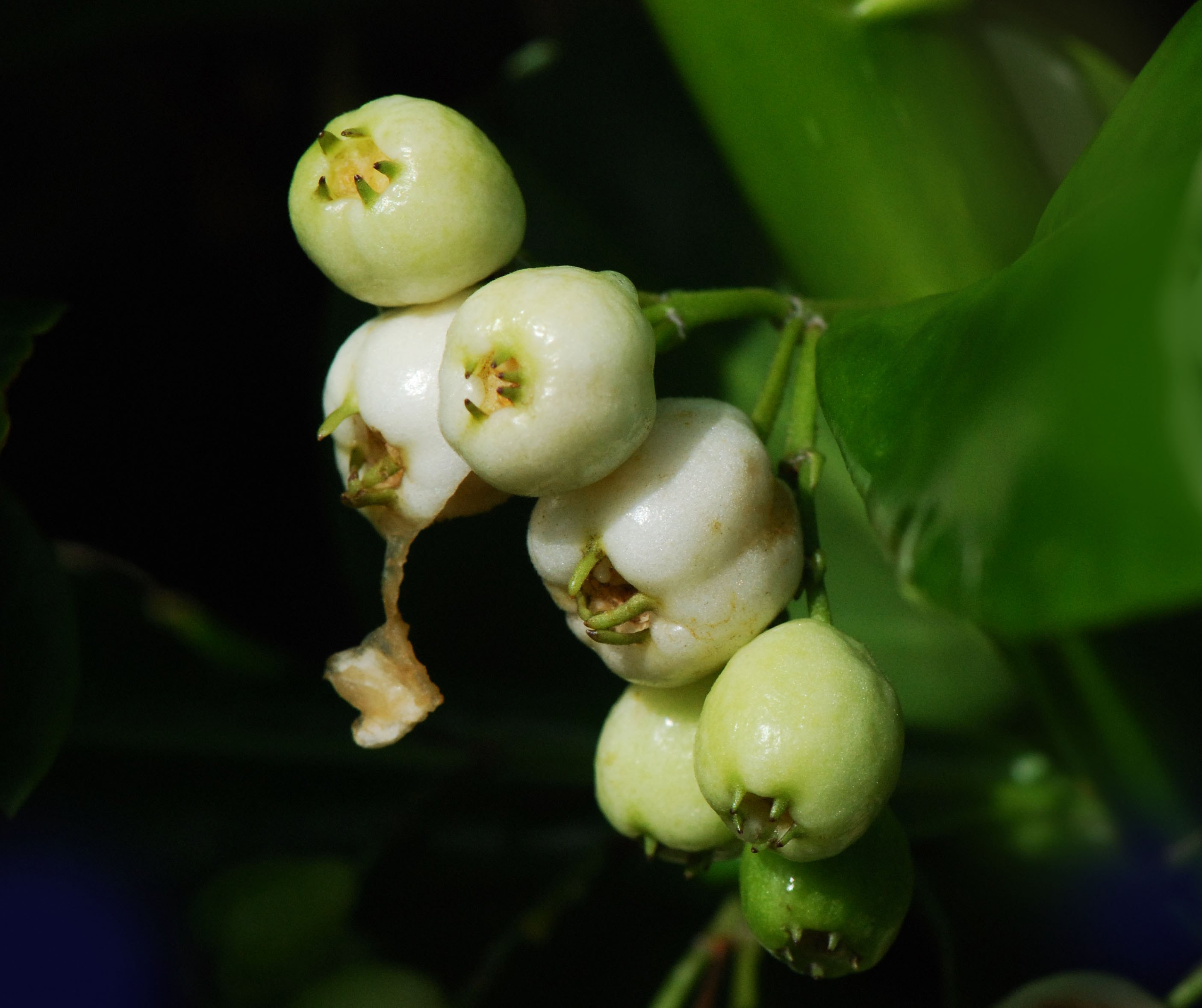
Plody vějířovky Scaevola taccada
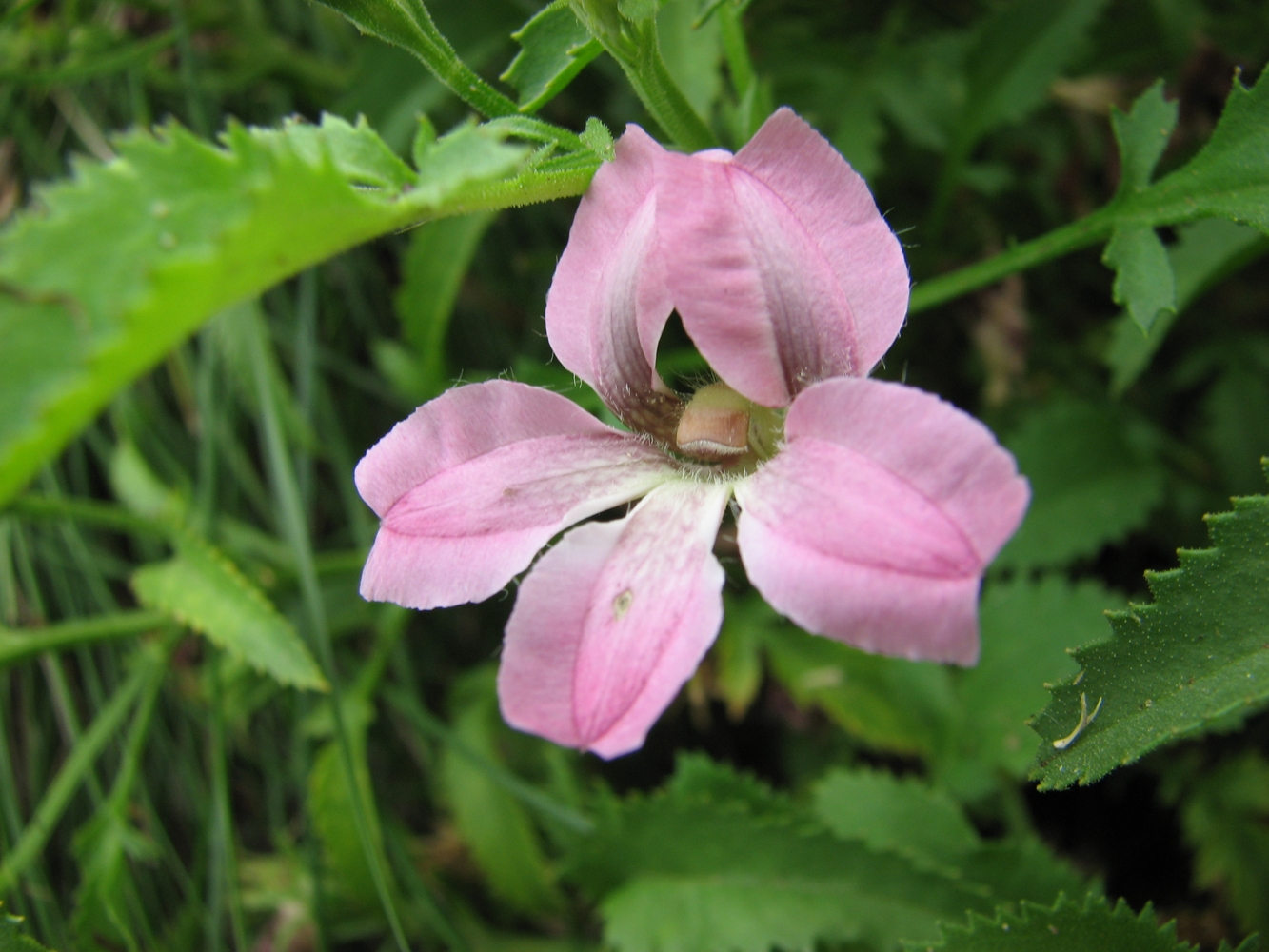
Květ Goodenia macmillanii
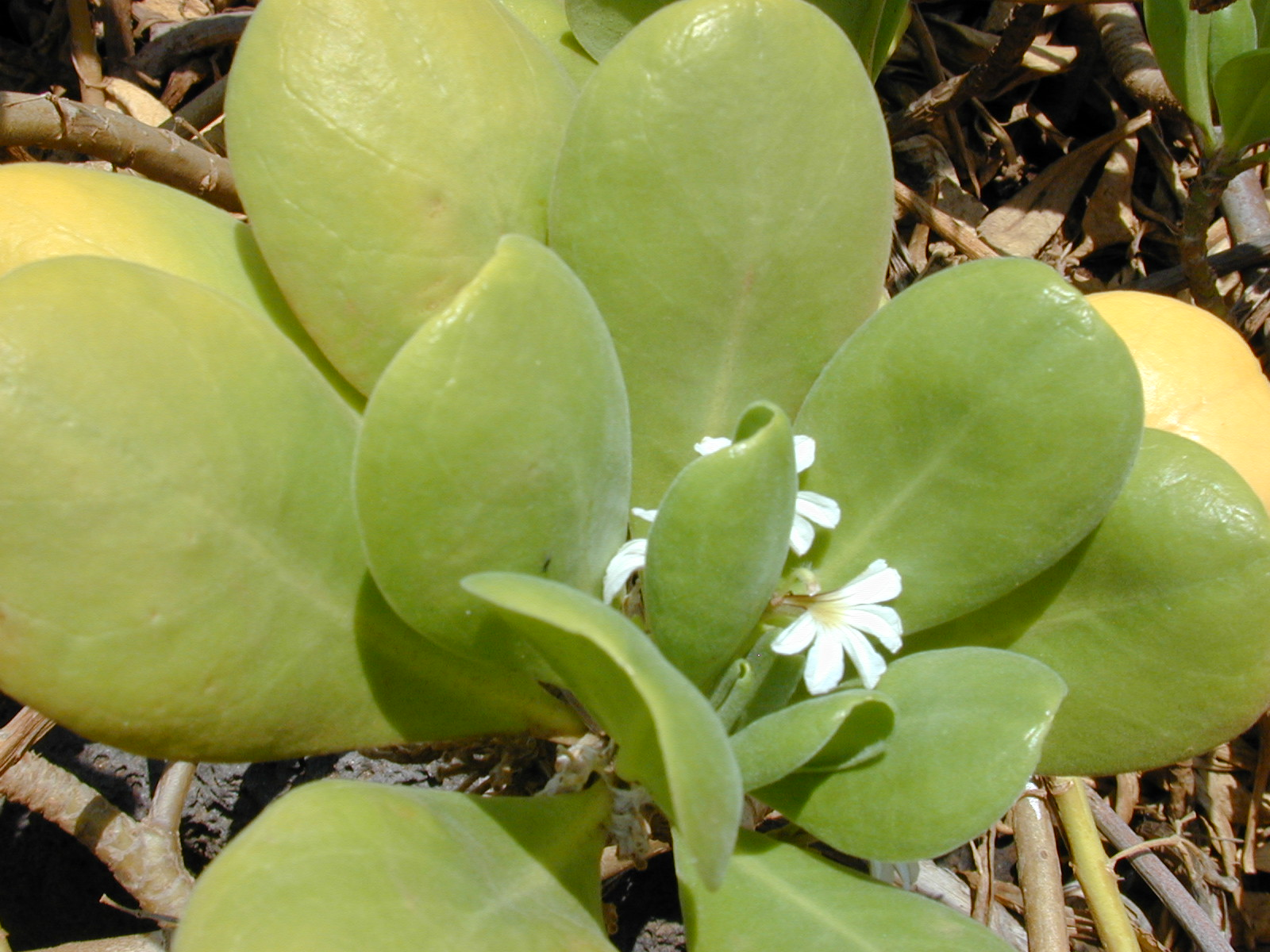
Vějířovka takada (Scaevola taccada)
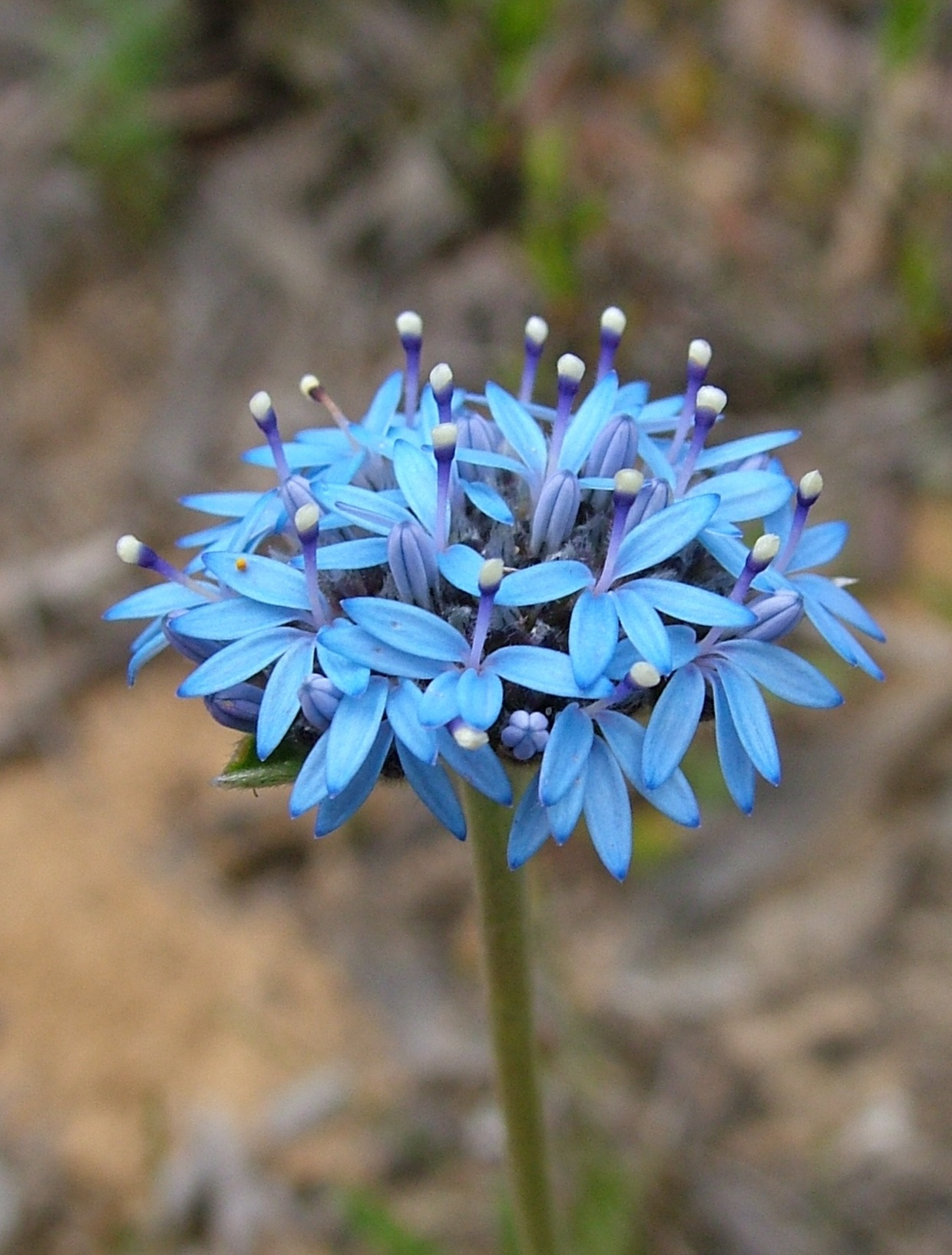
Brunonia australis
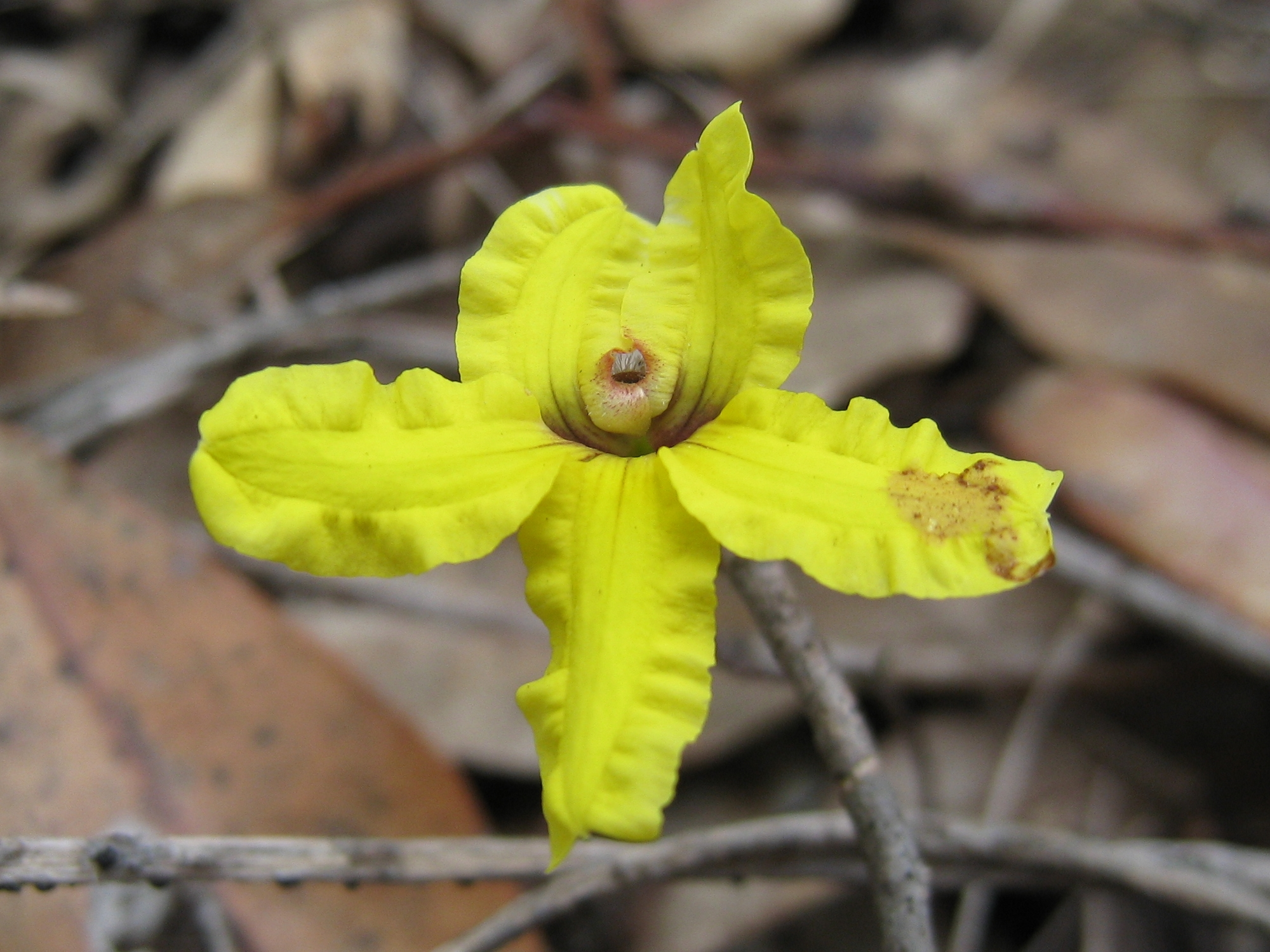
Květ Goodenia hederacea

Vějířovkovité jsou opylovány především hmyzem. Plody pobřežních druhů vějířovka takada a Scaevola plumieri mají lehkou korkovitou vrstvu (mezokarp) usnadňující šíření mořskými proudy. Semena mnohých druhů jsou šířena mravenci.

## Rozšíření
Čeleď zahrnuje celkem 12 rodů a asi 440 druhů. Největší rody jsou Goodenia (180 druhů) a Scaevola (130 druhů). Centrem rozšíření čeledi je Austrálie, na kterou je omezen výskyt převážné většiny rodů i druhů. Dva druhy rodu Scaevola se rozšířily s mořskými proudy na tropická pobřeží téměř celého světa. Dále se vyskytuje v Číně a jihovýchodní Asii druh Goodenia pilosa a v jižním Chile Selliera radicans. Oba druhy jsou ovšem domácí i v Austrálii.

## Taxonomie
V minulých systémech byla čeleď Goodeniaceae řazena nejčastěji do blízkosti čeledi zvonkovité (Campanulaceae). Cronquist ji řadil do řádu zvonkotvaré (Campanulales), Tachtadžjan společně s čeledí Brunoniaceae do řádu Goodeniales nadřádu Campanulanae, Dahlgren do řádu Goodeniales nadřádu Gentianae.
Vějířovkovité tvoří monofyletickou skupinu společně s nejblíže příbuznými čeleděmi vachtovité (Menyanthaceae), hvězdnicovité (Asteraceae) a pěknorožkovité (Calyceraceae).

## Zástupci

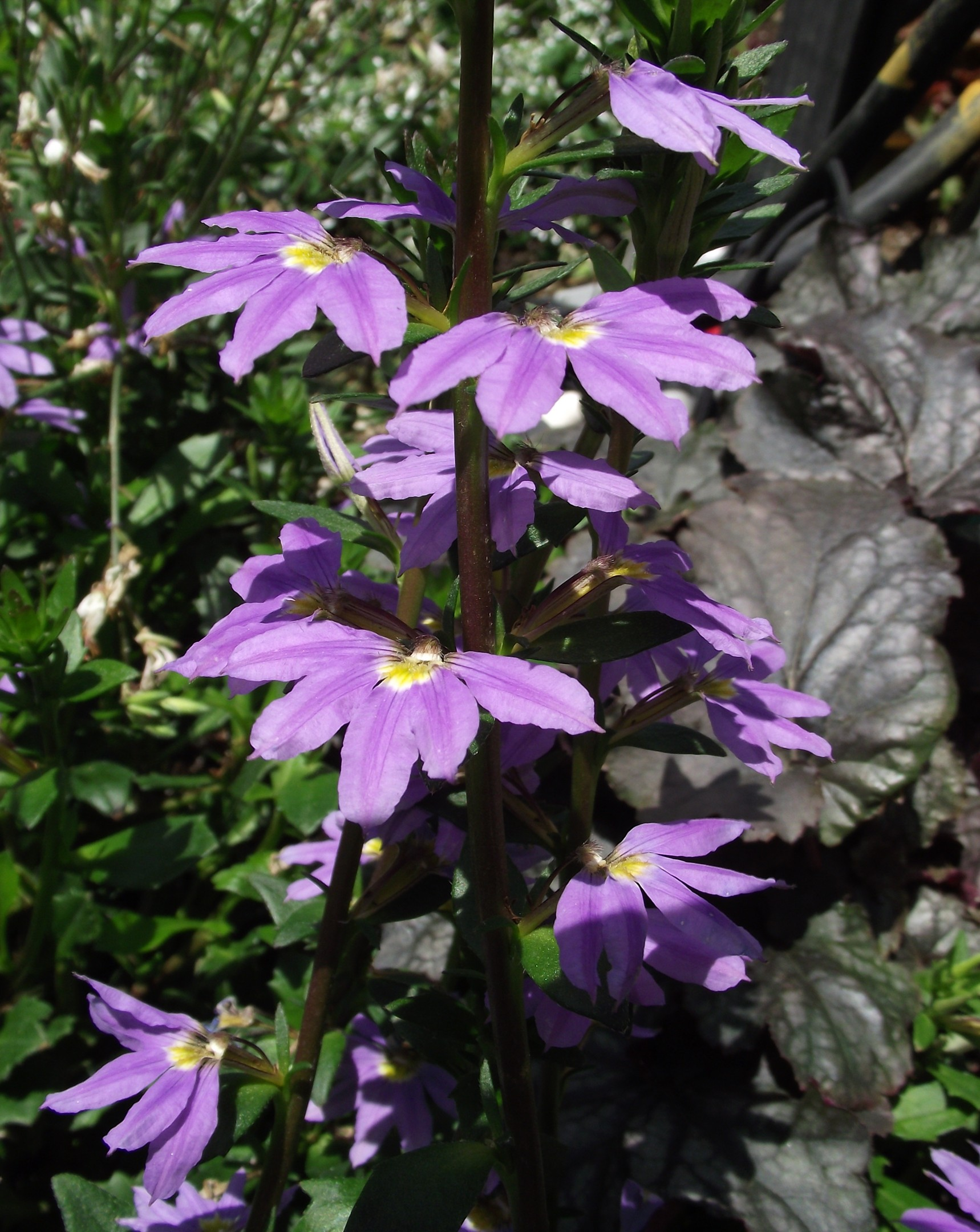
Letnička vějířovka nezlomná (Scaevola aemula)

- vějířovka (Scaevola)

## Význam
Dužnina plodů vějířovky Scaevola plumieri je jedlá. Vějířovka takada a Scaevola plumieri jsou využívány zvláště v Asii a Austrálii v místní medicíně. Vějířovka takada je v některých pobřežních oblastech tropů a subtropů invazní rostlinou.
Některé druhy jsou používány jako okrasné rostliny. Jako letnička je u nás pěstována např. bohatě kvetoucí vějířovka nezlomná (Scaevola aemula).

## Přehled rodů
Anthotium, Brunonia, Coopernookia, Dampiera, Diaspasis, Goodenia, Leschenaultia, Pentaptilon, Scaevola, Selliera, Velleia, Verreauxia